# Ана Неда
Ана Неда (буг. Анна Неда; Доминика Шишман, буг. Доминика Шишман; у монаштву Јелена Дечанска) била је ћерка српског краља Милутина и прва супруга видинског кнеза и бугарског цара Михаила III Шишмана (кнез око 1313—1323, цар 1323—1330). Михаило се развео од Ане Неде 1324. године, да би се оженио Теодором, ћерком византијског цара Михаила IX Палеолога. Ана и њено троје деце, Иван Стефан, Михаило и Шишман, послати су у Трново. Михаило Шишман је убијен 1330. године у бици код Велбужда, када је на чело Бугарске дошао најстарији син, Иван Стефан. Током 1330. и 1331. Ана Неда је владала Бугарском, као регент.
После тога отишла је у Србију као сестра краља Стефана Дечанског и замонашила се. Добила је монашко име Јелена. Подигла је своју гробну цркву у селу Крушеву у Хвосну посвећену Богородици. Ту је сачувана њена гробна плоча из 14. века. Према предању подигла је манастир Убожац са црквом Ваведења. Њене мошти почивају у манастиру Дечани. Када су Турци хтели Дечане да претворе у џамију 1692. године догодило се чудо којим су у томе спречени и које се приписује Јелени Дечанској. Њен портрет из 19. века сачуван је у цркви у Горњем Матејевцу код Ниша.
Српска православна црква је слави као преподобну Јелену Дечанску 21. маја по црквеном, а 3. јуна по грегоријанском календару.

## Биографија

### Мајка Ане Неде
Питање идентитета мајке Ане Неде повезано је са питањем многобројних бракова краља Милутина, које представља један од најтежих проблема средњовековне српске историографије. Према ранијим схватањима, заснованим на казивању византијског хроничара Нићифора Григоре, редослед Милутинових жена је следећи: најпре је био ожењен ћерком непознатог српског властелина, Јеленом, потом ћерком тесалског владара Јована чије име није познато, затим Јелисаветом Арпад, ћерком угарског краља Стефана и сестром Драгутинове супруге Каталине, потом Аном Тертер и на крају Симонидом Палеолог. Овакав редослед побио је у скорије време Александар Узелац, који даје предност сведочењу другог грчког хроничара, Георгија Пахимера. Пахимер даје следећи редослед: Јелена, Тесалка, Ана Тертер, Јелисавета, Симонида.
На основу сачуване преписке Ане и напуљских владара (три писма, из 1337, 1338. и 1354. године), Узелац је установио да је Ана Неда била Милутинова ћерка из везе са Јелисаветом. Јелисавета је, наиме, према сведочењу аутора Анонимног описа источне Европе из 1310. године, претходно била удата за чешког племића Завиша од Фалкенхајна, да би се након тога замонашила. Милутин јој је богохулно скинуо монашку одећу. Милутинова веза са Јелисаветом није прихваћена ни у круговима српске цркве, будући да у српским изворима нема ни речи о Јелисавети. Штавише, у домаћим писаним изворима једина се од Милутинових жена код архиепископа Данила (Животи краљева и архиепископа српских) помиње Симонида Палеолог, последња супруга.

### Година рођења
Годину рођења Ане Неде није могуће установити. Будући да је брак Ане Тертер и Милутина несумњиво закључен 1284. године, а брак Милутина и Симониде 1299. године, веза Милутина и Јелисавете догодила се у том периоду. Ови хронолошки оквири додатно се могу сузити у период од 1292. до 1299. године, будући да је 1292. године умро отац Ане Тертер, те Милутин није имао потребе да даље одржава свој брак са Аном Тертер. Такође, до брака је морало доћи након похода Шишмана, дакле после 1292. године. Ана је имала и млађу рођену сестру Царицу. Њено постојање посведочено је у фрескосликарству, као и у западним изворима. Никада се није удавала. Будући да је из везе са Јелисаветом Милутин имао чак две ћерке, мора се одбацити и теза да је ова веза трајала свега годину дана.

### Име
Милутинова ћерка се у историографији обично означава као Ана-Неда. Као Ана се помиње у Даниловом зборнику (Данилов настављач) и у савременим анжујским документима, док се као Неда помиње у српским поменицима и у каснијој дубровачкој дипломатичкој грађи. Мавро Орбин назива Милутинову ћерку Недом или Домиником.

### Брак са Михаилом Шишманом
Ана је била удата за Михаила, сина видинског владара Шишмана. Склапање брака обично се доводи у везу са ратом Милутина и Шишмана до кога је дошло после 1292. године. Овом рату претходио је заједнички продор Милутина и Драгутина кроз Браничево и заузеће ових области које су до тада биле под влашћу Дрмана и Куделина. Шишман Видински по наређењу кана Ногаја продире у Милутинове области. Уследио је контранапад у коме је Милутин сузбио Шишманову војску и заузео Видин. Мировни преговори завршени су споразумом који је између осталог предвиђао и женидбу Шишмана и ћерке српског великог жупана Драгоша. Нешто касније Милутинова ћерка Ана удала се за Михаила Шишмана.
Брак Михаила и Ане обезбеђивао је добре односе Шишманове државе и Србије. Он је потрајао до 1324. године. Милутин тада већ није био жив. Годину дана раније, Михаило Шишман је узео царску титулу, ујединивши западне и источне бугарске земље. У склопу политике приближавања Византији, односно цару Андронику III, Михаило се развео од Милутинове ћерке и оженио се Теодором Палеолог, бившом супругом Теодора Светослава. Непознато је где је Ана провела следећих шест година.

### Поново на бугарском престолу
Прилике у Бугарској промениле су се након битке код Велбужда 1330. године. Стефан Дечански и његов син Душан нанели су пораз бугарској војсци, а Михаило Шишман је изгубио живот. Стефанова полусестра Ана ослобођена је заробљеништва и враћена на бугарски престо, заједно са сином Стефаном. Теодора Палеолог једва се успела спасти бекством у Цариград. Остатак живота провела је у манастиру. Међутим, ни Ана се није дуго одржала на престолу. Већ следеће године Стефан је збачен, а на престо је доведен Јован Александар. Ана је са децом побегла у Србију, док јој је један син, Шишман, побегао Татарима. Једно време провела је у Нишу, очекујући интервенцију српског владара. Међутим, и у Србији истовремено долази до смене на престолу. Душан је по доласку на власт закључио мир са Бугарима, те су све наде да ће се Ана вратити на престо пропале. Ана одлази у Дубровник где је живела од 1332. до 1346. године. Живела је од помоћи Дубровчана и својих рођака из Напуља.

### Потомство
Ана Неда и Михаило Шишман имали су барем тројицу синова:
- Јован Стефан, бугарски владар (1330–1331). Умро 1373. године у Напуљу
- Лудвиг (Људевит), помиње се у преписци Ане Неде и Роберта Напуљског.
- Шишман, претендент на бугарски престо. Помиње се 1341. године у Цариграду, када је тражио византијску помоћ да збаци бугарског цара.

Михаило и Ана имали су највероватније још једног сина који је осликан на ктиторском портрету у цркви у Доњој Каменици и потписан као (видински) деспот Михаило. Умро је у Дубровнику.
|  |                          |  |  |  |  |  |  |  |  |  |  |  |  |  |  |  |
|  | 16. Стефан Немања        |  |  |  |  |  |  |  |  |  |  |  |  |  |  |  |
|  |                          |  |  |  |  |  |  |  |  |  |  |  |  |  |  |  |
|  |                          |  |  |  |  |  |  |  |  |  |  |  |  |  |  |  |
|  | 8. Стефан Првовенчани    |  |  |  |  |  |  |  |  |  |  |  |  |  |  |  |
|  |                          |  |  |  |  |  |  |  |  |  |  |  |  |  |  |  |
|  |                          |  |  |  |  |  |  |  |  |  |  |  |  |  |  |  |
|  | 17. Ана Немањић          |  |  |  |  |  |  |  |  |  |  |  |  |  |  |  |
|  |                          |  |  |  |  |  |  |  |  |  |  |  |  |  |  |  |
|  |                          |  |  |  |  |  |  |  |  |  |  |  |  |  |  |  |
|  | 4. Стефан Урош I         |  |  |  |  |  |  |  |  |  |  |  |  |  |  |  |
|  |                          |  |  |  |  |  |  |  |  |  |  |  |  |  |  |  |
|  |                          |  |  |  |  |  |  |  |  |  |  |  |  |  |  |  |
|  | 18. Рајнеро Дандоло      |  |  |  |  |  |  |  |  |  |  |  |  |  |  |  |
|  |                          |  |  |  |  |  |  |  |  |  |  |  |  |  |  |  |
|  |                          |  |  |  |  |  |  |  |  |  |  |  |  |  |  |  |
|  | 9. Ана Дандоло           |  |  |  |  |  |  |  |  |  |  |  |  |  |  |  |
|  |                          |  |  |  |  |  |  |  |  |  |  |  |  |  |  |  |
|  |                          |  |  |  |  |  |  |  |  |  |  |  |  |  |  |  |
|  | 2. Стефан Милутин        |  |  |  |  |  |  |  |  |  |  |  |  |  |  |  |
|  |                          |  |  |  |  |  |  |  |  |  |  |  |  |  |  |  |
|  |                          |  |  |  |  |  |  |  |  |  |  |  |  |  |  |  |
|  | 20. Исак II Анђел        |  |  |  |  |  |  |  |  |  |  |  |  |  |  |  |
|  |                          |  |  |  |  |  |  |  |  |  |  |  |  |  |  |  |
|  |                          |  |  |  |  |  |  |  |  |  |  |  |  |  |  |  |
|  | 10. Јован Анђел од Срема |  |  |  |  |  |  |  |  |  |  |  |  |  |  |  |
|  |                          |  |  |  |  |  |  |  |  |  |  |  |  |  |  |  |
|  |                          |  |  |  |  |  |  |  |  |  |  |  |  |  |  |  |
|  | 21. Маргарета Угарска    |  |  |  |  |  |  |  |  |  |  |  |  |  |  |  |
|  |                          |  |  |  |  |  |  |  |  |  |  |  |  |  |  |  |
|  |                          |  |  |  |  |  |  |  |  |  |  |  |  |  |  |  |
|  | 5. Јелена Анђел          |  |  |  |  |  |  |  |  |  |  |  |  |  |  |  |
|  |                          |  |  |  |  |  |  |  |  |  |  |  |  |  |  |  |
|  |                          |  |  |  |  |  |  |  |  |  |  |  |  |  |  |  |
|  | 11. Матилда од Куртнеа   |  |  |  |  |  |  |  |  |  |  |  |  |  |  |  |
|  |                          |  |  |  |  |  |  |  |  |  |  |  |  |  |  |  |
|  |                          |  |  |  |  |  |  |  |  |  |  |  |  |  |  |  |
|  | 1. Ана Неда              |  |  |  |  |  |  |  |  |  |  |  |  |  |  |  |
|  |                          |  |  |  |  |  |  |  |  |  |  |  |  |  |  |  |
|  |                          |  |  |  |  |  |  |  |  |  |  |  |  |  |  |  |
|  | 24. Андрија II Арпадовић |  |  |  |  |  |  |  |  |  |  |  |  |  |  |  |
|  |                          |  |  |  |  |  |  |  |  |  |  |  |  |  |  |  |
|  |                          |  |  |  |  |  |  |  |  |  |  |  |  |  |  |  |
|  | 12. Бела IV              |  |  |  |  |  |  |  |  |  |  |  |  |  |  |  |
|  |                          |  |  |  |  |  |  |  |  |  |  |  |  |  |  |  |
|  |                          |  |  |  |  |  |  |  |  |  |  |  |  |  |  |  |
|  | 25. Гертруда Меранска    |  |  |  |  |  |  |  |  |  |  |  |  |  |  |  |
|  |                          |  |  |  |  |  |  |  |  |  |  |  |  |  |  |  |
|  |                          |  |  |  |  |  |  |  |  |  |  |  |  |  |  |  |
|  | 6. Стефан V Угарски      |  |  |  |  |  |  |  |  |  |  |  |  |  |  |  |
|  |                          |  |  |  |  |  |  |  |  |  |  |  |  |  |  |  |
|  |                          |  |  |  |  |  |  |  |  |  |  |  |  |  |  |  |
|  | 26. Теодор I Ласкарис    |  |  |  |  |  |  |  |  |  |  |  |  |  |  |  |
|  |                          |  |  |  |  |  |  |  |  |  |  |  |  |  |  |  |
|  |                          |  |  |  |  |  |  |  |  |  |  |  |  |  |  |  |
|  | 13. Марија Ласкарис      |  |  |  |  |  |  |  |  |  |  |  |  |  |  |  |
|  |                          |  |  |  |  |  |  |  |  |  |  |  |  |  |  |  |
|  |                          |  |  |  |  |  |  |  |  |  |  |  |  |  |  |  |
|  | 27. Ана Анђелина Комнина |  |  |  |  |  |  |  |  |  |  |  |  |  |  |  |
|  |                          |  |  |  |  |  |  |  |  |  |  |  |  |  |  |  |
|  |                          |  |  |  |  |  |  |  |  |  |  |  |  |  |  |  |
|  | 3. Јелисавета Арпад      |  |  |  |  |  |  |  |  |  |  |  |  |  |  |  |
|  |                          |  |  |  |  |  |  |  |  |  |  |  |  |  |  |  |
|  |                          |  |  |  |  |  |  |  |  |  |  |  |  |  |  |  |
|  | 14. Шејхан или Котан     |  |  |  |  |  |  |  |  |  |  |  |  |  |  |  |
|  |                          |  |  |  |  |  |  |  |  |  |  |  |  |  |  |  |
|  |                          |  |  |  |  |  |  |  |  |  |  |  |  |  |  |  |
|  | 7. Јелисавета Куманка    |  |  |  |  |  |  |  |  |  |  |  |  |  |  |  |
|  |                          |  |  |  |  |  |  |  |  |  |  |  |  |  |  |  |
|  |                          |  |  |  |  |  |  |  |  |  |  |  |  |  |  |  |

## Преподобна Јелена Дечанска
Упокојила се средином XIV века и сахрањена је у манастиру Дечанима где јој се мошти и данас налазе. Њен портрет сачуван је у цркви у Горњем Матејевцу код Ниша.  Подвизавала се у испосницама дечанским где је и сахрањена. Једном приликом, када су Турци покушали да униште манастир Дечане, из њене гробнице, као и из гробнице Светог краља Стефана избио је пламен који је отерао нападаче. Слави се на дан Светих Константина и Јелене - 03. јуна. У Метохији се налази једна њена задужбина, манастир Будисавци (код Клине), који је грађен кад и манастир Дечани, само је знатно мањи. Манастир је данас метох Пећке патријаршије и преживео је уништавање по окончању рата. У Будисавцима Патријаршија још увек има знатно имање. У манастиру су три монахиње, а након рата, у Будисавцима је киднапован јеромонах Стефан Пурић, о коме се још увек ништа не зна.